# Олимпийский музей
Олимпийский музей — музей Олимпийского движения, расположен в Лозанне.
Проводит временные и постоянные выставки произведений искусства, имеющих отношение к спортивной инфраструктуре и олимпийскому движению.

## Экспозиция
Насчитывает более 10 тысяч экспонатов, что делает его самым крупным спортивным олимпийским музеем в мире.
К музею прилегает живописный парк со множеством скульптур на спортивную тематику, среди которых наибольшую известность получили «Американский атлет» француза Огюстина Родена и работа его соотечественницы Ники де-Сен-Фалля «Футболисты».

## История
Музей был основан 23 июня 1993 года по инициативе председателя МОК Хуана Антонио Самаранча. Два года спустя Олимпийский музей завоевал титул «Европейского музея 1995 года».